# المصریه یونیورسال ایرلاینز
المصریه یونیورسال ایرلاینز (به انگلیسی: AlMasria Universal Airlines) یک شرکت هواپیمایی با کد یاتا UJ است که در ۲۰۰۸ میلادی تأسیس شده‌است. دفتر مرکزی المصریه یونیورسال ایرلاینز در قاهره ، مصر واقع شده‌است و قطب این شرکت هواپیمایی در فرودگاه بین‌المللی قاهره قرار دارد و به ۸ مقصد ، پرواز انجام می‌دهد.